# Ancinus granulatus
Ancinus granulatus is een pissebed uit de familie Ancinidae. De wetenschappelijke naam van de soort is voor het eerst geldig gepubliceerd in 1909 door Holmes & Gay.